# Linkwood

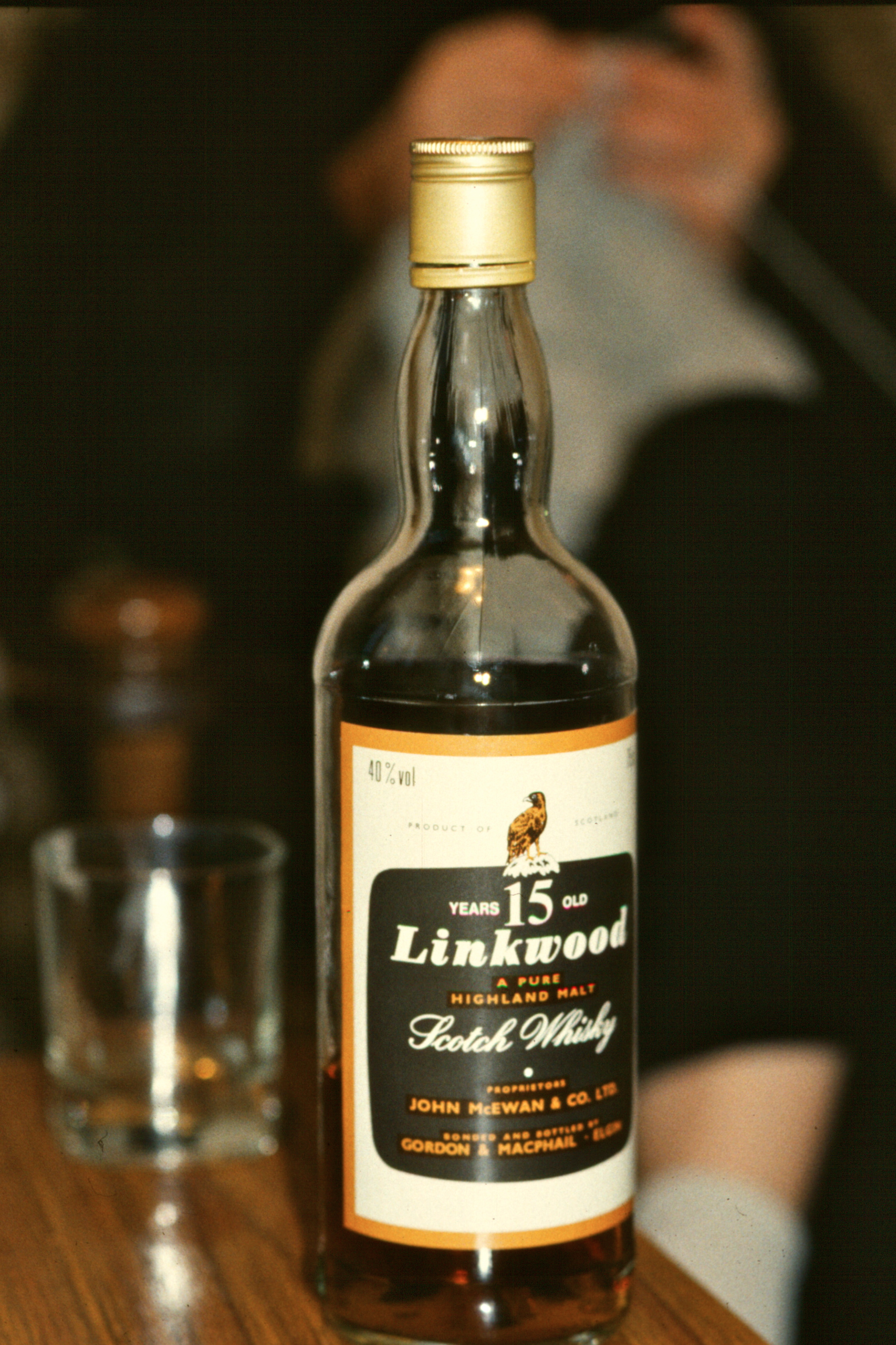
15 Jahre gereifter Linkwood Single Malt

Die Brennerei des Linkwood Malt Whisky gehört zu den Speyside-Brennereien.

## Lage
Sie liegt südlich von Elgin auf einem circa 4 Hektar großen Gelände, das parkähnlich angelegt ist. Der dort aufgestaute Burn of Linkwood, ein Zufluss des Lossie liefert das Kühlwasser für die Produktion. Die Anlage besteht heute aus modernen Produktionsanlagen und den alten Lagerhäusern.

## Geschichte
Die Brennerei wurde vermutlich um 1825 von Peter Brown († 1869) gegründet. Mit ihr wollte er die Produktivität der von ihm verwalteten Ländereien der Seafield Estates erhöhen. 1871 wurde sie von seinem Sohn, William Brown († 1893), vollständig neu aufgebaut und 1897 wurde die Anlage noch einmal erweitert. Von 1897 bis 1933 firmierte sie unter Linkwood-Glenlivet Distillery Co Ltd. 1933 wurde die Destillerie von Scottish Malt Distillers Ltd. übernommen. Während des Zweiten Weltkriegs ruhte die Herstellung. 1962 wurde eine Renovierung mit Umbau und Austausch der Brennblasen durchgeführt. Dabei wurde auch die betriebseigene Dampfmaschine stillgelegt und die Produktion an das elektrische Netz angeschlossen. 1971 wurde die Destillerie durch den Neubau eines Stillhouses (Linkwood B) mit vier Brennblasen erweitert. Zwischen 1985 und 1990 war die alte Brennerei (Linkwood A) geschlossen. 1992 wurde Linkwood dann an den heutigen Eigentümer United Distillers & Vintners und damit an Diageo verkauft.

## Produktion
Nach Steuerunterlagen wurden ab 1825 etwa 4.500 Liter Whisky pro Jahr mit zwei Brennblasen produziert. Mit der Erweiterung 1871 stieg die Jahresproduktion auf 227.000 Liter. Mit einer erneuten Erweiterung 1897 wurden dann die Produktionskapazitäten verdoppelt. Offizielle aktuelle Produktionszahlen sind unbekannt. Es kann jedoch nach der Erweiterung von 1971 von einem jährlichen Produktionsvolumen von circa 2.240.000 Litern ausgegangen werden.
Produkte/Geschmacksrichtungen
Nur ca. 2 % der Produktion werden als Single Malt auch vermarktet.
Eigenmarken sind:
- Linkwood 12 Year Old (Flora & Fauna)
- Linkwood 26 Year Old (diverse Geschmacksrichtungen)

Einige unabhängige Abfüller (Cadenhead, Duncan Taylor „Cask Strength“, Gordon & MacPhail, Hart Brothers und Signatory) füllen ebenfalls Linkwood-Whisky ab.
Der Großteil wird jedoch für Blended Whiskys wie etwa Bells, White Horse, Dimple, Johnnie Walker oder Haig verwendet.

## Besichtigungen
Ein Besuch der Destillerie ist möglich, muss jedoch vorher telefonisch angemeldet werden. Es gibt kein Besucherzentrum.

## Kurioses
Der erste Leiter der Destillerie nach dem Zweiten Weltkrieg, Roderick Mackenzie, war angeblich so davon überzeugt, dass jede Veränderung in der Brennerei den Charakter des Whiskys negativ beeinflussen würde, dass er sich sogar gegen das Entfernen von Spinnweben wehrte.
Die in den zwei zur Destillerie gehörenden Brennhäusern hergestellten Whiskys werden gemeinsam abgefüllt, so dass man strenggenommen von „Blended Malt Whisky“ sprechen müsste.
Die Schwäne auf dem Stausee werden nicht wegen ihrer Schönheit gehalten. Sie sollen das Unkraut niedrig halten.